# Никитинская (Вожегодский район)
Никитинская — деревня в Вожегодском районе Вологодской области.
Входит в состав Тигинского сельского поселения, с точки зрения административно-территориального деления — в Тигинский сельсовет.
Расстояние по автодороге до районного центра Вожеги — 20 км, до центра муниципального образования Гридино — 1 км. Ближайшие населённые пункты — Левинская, Гридино, Степаниха, Песок, Лещевка.
По переписи 2002 года население — 55 человек (27 мужчин, 28 женщин). Всё население — русские.
В деревне родился Герой Советского Союза Иван Матюгин.